# Temporada 2017-18 da Serie A2 (basquete)
A Temporada 2017-18 da Serie A2, também conhecida como Serie A2 Old Wild West por razões de patrocinadores, é a 44ª edição da competição de secundária do basquetebol masculino da Itália segundo sua piramide estrutural. É organizada pela Lega Pallacanestro sob as normas da FIBA e é dividida em Leste e Oeste.

## Clubes Participantes

#### Leste
| Clube                   | Cidade       | Arena                | Capacidade |
| ----------------------- | ------------ | -------------------- | ---------- |
| Agribertocchi Orzinuovi | Orzinuovi    | Centro San Filippo   | 2.400      |
| Alma Trieste            | Trieste      | PalaTrieste          | 6.943      |
| Andrea Costa Imola      | Imola        | PalaRuggi            | 2.000      |
| Assigeco Piacenza       | Piacenza     | PalaBanca            | 4.500      |
| Bergamo Basket          | Bergamo      | PalaNorda            | 2.250      |
| Bondi Ferrara           | Ferrara      | Pala Hilton Pharma   | 3.504      |
| Consultinvest Bologna   | Bologna      | Land Rover Arena     | 5.721      |
| De' Longhi Treviso      | Treviso      | PalaVerde            | 5.134      |
| Dinamica Mantova        | Mantova      | PalaBam              | 5.000      |
| G.S.A. Udine            | Udine        | PalaCarnera          | 3.850      |
| OraSì Ravenna           | Ravenna      | PalaDeAndré          | 3.500      |
| Roseto Sharks           | Roseto       | PalaMaggetti         | 5.000      |
| Termoforgia Jesi        | Jesi         | UBI BPA Sport Center | 3.500      |
| Tezenis Verona          | Verona       | PalaOlimpia          | 5.350      |
| Unieuro Forlì           | Forlì        | Unieuro Arena        | 6.511      |
| XL Montegranaro         | Montegranaro | PalaSavelli          | 3.800      |

#### Oeste
| Clube                    | Cidade          | Arena                  | Capacidade |
| ------------------------ | --------------- | ---------------------- | ---------- |
| Benacquista Latina       | Latina          | PalaBianchini          | 2.500      |
| Bertram Tortona          | Tortona         | PalaOltrepò            | 1.500      |
| Cuore Basket Napoli      | Naples          | PalaBarbuto            | 5.500      |
| Eurotrend Biella         | Biella          | BiellaForum            | 5.707      |
| FCL Contract Legnano     | Legnano         | Knights Palace         | 1.650      |
| Givova Scafati           | Scafati         | PalaMagnano            | 3.700      |
| Leonis Roma              | Rome            | Palazzetto dello Sport | 3.500      |
| Lighthouse Trapani       | Trapani         | Palaillio              | 4.575      |
| Metextra Reggio Calabria | Reggio Calabria | PalaCalafiore          | 8.500      |
| Moncada Agrigento        | Agrigento       | PalaMoncada            | 3.200      |
| Novipiù Casale M.        | Casale M.       | PalaFerraris           | 3.508      |
| NPC Rieti                | Rieti           | PalaSojourner          | 3.550      |
| Pasta Cellino Cagliari   | Cagliari        | PalaPirastu            | 2.266      |
| Remer Treviglio          | Treviglio       | PalaFacchetti          | 2.880      |
| Soundreef Siena          | Siena           | Palasport Mens Sana    | 7.050      |
| Virtus Roma              | Rome            | Palazzetto dello Sport | 3.500      |

## Formato
A competição é disputada por 32 equipes divididas em dois torneios distintos de temporada regular, Leste e Oeste, onde as equipes se enfrentam com jogos sendo mandante e visitante, determinando ao término desta as colocações do primeiro ao último colocados. Prevê-se a promoção à Serie A ao vencedor dos playoffs.

## Temporada Regular

### Tabela de Classificação

#### Oeste
| Pos. | Clube                      | Pts. | J  | V  | D  | PF    | PC    | Dif. | Classificação       |
| ---- | -------------------------- | ---- | -- | -- | -- | ----- | ----- | ---- | ------------------- |
| 1    | Alma Pallacanestro Trieste | 44   | 30 | 22 | 8  | 2.479 | 2230  | 249  | Playoffs            |
| 2    | Consultinvest Bologna      | 42   | 30 | 21 | 9  | 2.260 | 2228  | 32   | Playoffs            |
| 3    | De' Longhi Treviso         | 40   | 30 | 20 | 10 | 2.454 | 2187  | 267  | Playoffs            |
| 4    | G.S.A. Udine               | 36   | 30 | 18 | 12 | 2.254 | 2183  | 71   | Playoffs            |
| 5    | XL Extralight Montegranaro | 36   | 30 | 18 | 12 | 2.412 | 2332  | 80   | Playoffs            |
| 6    | Tezenis Verona             | 36   | 30 | 18 | 12 | 2.345 | 2302  | 43   | Playoffs            |
| 7    | Bondi Ferrara              | 34   | 30 | 17 | 13 | 2.396 | 2342  | 54   | Playoffs            |
| 8    | Termoforgia Jesi           | 34   | 30 | 17 | 13 | 2.385 | 2364  | 21   | Playoffs            |
| 9    | OraSì Ravenna              | 32   | 30 | 16 | 14 | 2.308 | 2253  | 55   |                     |
| 10   | Andrea Costa Imola Basket  | 30   | 30 | 15 | 15 | 2.284 | 2261  | 23   |                     |
| 11   | Dinamica Generale Mantova  | 28   | 30 | 14 | 16 | 2.276 | 2.347 | -71  |                     |
| 12   | Unieuro Forlì              | 24   | 30 | 12 | 18 | 2.340 | 2.353 | -13  |                     |
| 13   | Bergamo                    | 22   | 30 | 11 | 19 | 2.298 | 2.446 | -148 |                     |
| 14   | Assigeco Piacenza          | 22   | 30 | 11 | 19 | 2.167 | 2.301 | -134 | Disputarão Playouts |
| 15   | Roseto Sharks              | 12   | 30 | 6  | 24 | 2.336 | 2.576 | -240 | Disputarão Playouts |
| 16   | Agribertocchi Orzinuovi    | 8    | 30 | 4  | 26 | 2.322 | 2.611 | -289 | Rebaixado à Serie B |

|  |                                         |
|  | Classificados aos playoffs              |
|  | Classificados para disputar permanência |
|  | Rebaixados diretamente para a Serie B   |

| Pos. | Clube                            | Pts. | J  | V  | D  | PF    | PC    | Dif. | Classificação       |
| ---- | -------------------------------- | ---- | -- | -- | -- | ----- | ----- | ---- | ------------------- |
| 1    | Novipiù Casale Monferrato        | 44   | 30 | 22 | 8  | 2.307 | 2147  | 160  | Playoffs            |
| 2    | Givova Scafati                   | 40   | 30 | 20 | 10 | 2.375 | 2247  | 128  | Playoffs            |
| 3    | FCL Contract Legnano             | 36   | 30 | 18 | 12 | 2.352 | 2230  | 122  | Playoffs            |
| 4    | Eurotrend Biella                 | 36   | 30 | 18 | 12 | 2.425 | 2292  | 133  | Playoffs            |
| 5    | Bertram Tortona                  | 34   | 30 | 17 | 13 | 2.410 | 2393  | 17   | Playoffs            |
| 6    | Lighthouse Trapani               | 30   | 30 | 15 | 15 | 2.354 | 2355  | -1   | Playoffs            |
| 7    | Moncada Agrigento                | 30   | 30 | 15 | 15 | 2.381 | 2411  | -30  | Playoffs            |
| 8    | Remer Treviglio                  | 30   | 30 | 15 | 15 | 2.438 | 2490  | -52  | Playoffs            |
| 9    | Benacquista Assicurazioni Latina | 28   | 30 | 14 | 16 | 2.448 | 2429  | 19   |                     |
| 10   | Zeus Energy Group Rieti          | 28   | 30 | 14 | 16 | 2.314 | 2315  | -1   |                     |
| 11   | Soundreef Siena                  | 28   | 30 | 14 | 16 | 2.406 | 2.375 | 31   |                     |
| 12   | Pasta Cellino Cagliari           | 28   | 30 | 14 | 16 | 2.427 | 2.546 | -119 |                     |
| 13   | Leonis Roma                      | 24   | 30 | 12 | 18 | 2.241 | 2.253 | -12  |                     |
| 14   | Virtus Roma                      | 22   | 30 | 11 | 19 | 2.343 | 2.435 | -92  | Disputarão Playouts |
| 15   | Cuore Napoli Basket              | 6    | 30 | 3  | 27 | 2.210 | 2.582 | -372 | Disputarão Playouts |
| 16   | Metextra Reggio Calabria         | 2    | 30 | 18 | 12 | 2.356 | 2.287 | 69   | Rebaixado à Serie B |

|  |                                         |
|  | Classificados aos playoffs              |
|  | Classificados para disputar permanência |
|  | Rebaixados diretamente para a Serie B   |

## Playouts
Participam desta repescagem, os 14º e 15º colocados em cada grupo (Leste e Oeste) que se cruzam (14ºx15º) em "melhor-de-três" sendo que os dois vencedores desta semifinal permanecem na divisão e os dois derrotados enfrentam-se, também em "melhor-de-três", para apurar entre dos dois qual será rebaixado e qual permanecerá. 
|  | Semifinais | Semifinais          | Semifinais    |   |  | Final               | Final | Final |
|  |            |                     |               |   |  |                     |       |       |
|  |            | Assigeco Piacenza   | 2             |   |  |                     |       |       |
|  |            | Cuore Basket Napoli | 0             |   |  |                     |       |       |
|  |            |                     |               |   |  | Cuore Basket Napoli | 0     |       |
|  |            |                     | Roseto Sharks | 2 |  |                     |       |       |
|  |            | Virtus Roma         | 2             |   |  |                     |       |       |
|  |            | Roseto Sharks       | 1             |   |  |                     |       |       |

| Time 1            | Série | Time 2              | 1º Jogo | 2º Jogo | 3º Jogo |
| ----------------- | ----- | ------------------- | ------- | ------- | ------- |
| Virtus Roma       | 2-1   | Roseto Sharks       | 91-83   | 79-84   | 84-75   |
| Assigeco Piacenza | 2-0   | Cuore Napoli Basket | 99-66   | 74-59   |         |

| Time 1              | Série | Time 2        | 1º Jogo | 2º Jogo | 3º Jogo |
| ------------------- | ----- | ------------- | ------- | ------- | ------- |
| Cuore Napoli Basket | 0-2   | Roseto Sharks | 80-73   | 89-94   |         |

## Playoffs
|  | Oitavas de final           | Oitavas de final           |   |                           | Quartas de final | Quartas de final |  |                           | Semifinais | Semifinais |  |              | Final | Final |
|  |                            |                            |   |                           |                  |                  |  |                           |            |            |  |              |       |       |
|  | Alma Trieste               | 3                          |   |                           |                  |                  |  |                           |            |            |  |              |       |       |
|  | Remer Treviglio            | 0                          |   |                           |                  |                  |  |                           |            |            |  |              |       |       |
|  | Remer Treviglio            | 0                          |   | Alma Trieste              | 3                |                  |  |                           |            |            |  |              |       |       |
|  |                            |                            |   | Alma Trieste              | 3                |                  |  |                           |            |            |  |              |       |       |
|  |                            | XL Extralight Montegranaro | 1 |                           |                  |                  |  |                           |            |            |  |              |       |       |
|  | Eurotrend Biella           | XL Extralight Montegranaro | 1 | 1                         |                  |                  |  |                           |            |            |  |              |       |       |
|  | Eurotrend Biella           |                            |   | 1                         |                  |                  |  |                           |            |            |  |              |       |       |
|  | XL Extralight Montegranaro | 3                          |   |                           |                  |                  |  |                           |            |            |  |              |       |       |
|  | XL Extralight Montegranaro | 3                          |   |                           |                  |                  |  | Alma Trieste              | 3          |            |  |              |       |       |
|  |                            |                            |   |                           |                  |                  |  | Alma Trieste              | 3          |            |  |              |       |       |
|  |                            | De'Longhi Treviso          | 0 |                           |                  |                  |  |                           |            |            |  |              |       |       |
|  | De'Longhi Treviso          | De'Longhi Treviso          | 0 | 3                         |                  |                  |  |                           |            |            |  |              |       |       |
|  | De'Longhi Treviso          |                            |   | 3                         |                  |                  |  |                           |            |            |  |              |       |       |
|  | Lighthouse Trapani         | 1                          |   |                           |                  |                  |  |                           |            |            |  |              |       |       |
|  | Lighthouse Trapani         | 1                          |   | De'Longhi Treviso         | 3                |                  |  |                           |            |            |  |              |       |       |
|  |                            |                            |   | De'Longhi Treviso         | 3                |                  |  |                           |            |            |  |              |       |       |
|  |                            | Bondi Ferrara              | 0 |                           |                  |                  |  |                           |            |            |  |              |       |       |
|  | Givova Basket              | Bondi Ferrara              | 0 | 2                         |                  |                  |  |                           |            |            |  |              |       |       |
|  | Givova Basket              |                            |   | 2                         |                  |                  |  |                           |            |            |  |              |       |       |
|  | Bondi Ferrara              | 3                          |   |                           |                  |                  |  |                           |            |            |  |              |       |       |
|  | Bondi Ferrara              | 3                          |   |                           |                  |                  |  |                           |            |            |  | Alma Trieste | 3     |       |
|  |                            |                            |   |                           |                  |                  |  |                           |            |            |  | Alma Trieste | 3     |       |
|  |                            | Novipiù Casale Monferrato  | 0 |                           |                  |                  |  |                           |            |            |  |              |       |       |
|  | Novipiù Casale Monferrato  | Novipiù Casale Monferrato  | 0 | 3                         |                  |                  |  |                           |            |            |  |              |       |       |
|  | Novipiù Casale Monferrato  |                            |   | 3                         |                  |                  |  |                           |            |            |  |              |       |       |
|  | Termoforgia Jesi           | 0                          |   |                           |                  |                  |  |                           |            |            |  |              |       |       |
|  | Termoforgia Jesi           | 0                          |   | Novipiù Casale Monferrato | 3                |                  |  |                           |            |            |  |              |       |       |
|  |                            |                            |   | Novipiù Casale Monferrato | 3                |                  |  |                           |            |            |  |              |       |       |
|  |                            | G.S.A. Udine               | 1 |                           |                  |                  |  |                           |            |            |  |              |       |       |
|  | G.S.A. Udine               | G.S.A. Udine               | 1 | 3                         |                  |                  |  |                           |            |            |  |              |       |       |
|  | G.S.A. Udine               |                            |   | 3                         |                  |                  |  |                           |            |            |  |              |       |       |
|  | Bertram Tortona            | 1                          |   |                           |                  |                  |  |                           |            |            |  |              |       |       |
|  | Bertram Tortona            | 1                          |   |                           |                  |                  |  | Novipiù Casale Monferrato | 3          |            |  |              |       |       |
|  |                            |                            |   |                           |                  |                  |  | Novipiù Casale Monferrato | 3          |            |  |              |       |       |
|  |                            | Consultinvest Bologna      | 1 |                           |                  |                  |  |                           |            |            |  |              |       |       |
|  | FCL Contract Legnano       | Consultinvest Bologna      | 1 | 0                         |                  |                  |  |                           |            |            |  |              |       |       |
|  | FCL Contract Legnano       |                            |   | 0                         |                  |                  |  |                           |            |            |  |              |       |       |
|  | Tezenis Verona             | 3                          |   |                           |                  |                  |  |                           |            |            |  |              |       |       |
|  | Tezenis Verona             | 3                          |   | Tezenis Verona            | 1                |                  |  |                           |            |            |  |              |       |       |
|  |                            |                            |   | Tezenis Verona            | 1                |                  |  |                           |            |            |  |              |       |       |
|  |                            | Consultinvest Bologna      | 3 |                           |                  |                  |  |                           |            |            |  |              |       |       |
|  | Consultinvest Bologna      | Consultinvest Bologna      | 3 | 3                         |                  |                  |  |                           |            |            |  |              |       |       |
|  | Consultinvest Bologna      |                            |   | 3                         |                  |                  |  |                           |            |            |  |              |       |       |
|  | Moncada Agrigento          | 0                          |   |                           |                  |                  |  |                           |            |            |  |              |       |       |

#### Oitavas de final
| Time 1                     | Série | Time 2                     | 1º Jogo | 2º Jogo | 3º Jogo | 4º Jogo | 5º Jogo |
| -------------------------- | ----- | -------------------------- | ------- | ------- | ------- | ------- | ------- |
| Alma Pallacanestro Trieste | 3-0   | Remer Treviglio            | 86-78   | 97-82   | 82-62   |         |         |
| Eurotrend Biella           | 1-3   | XL Extralight Montegranaro | 70-73   | 86-79   | 77-81   | 62-75   |         |
| De' Longhi Treviso         | 3-1   | Lighthouse Trapani         | 89-87   | 89-76   | 85-90   | 99-78   |         |
| Givova Scafati             | 2-3   | Bondi Ferrara              | 73-70   | 76-67   | 44-60   | 55-77   | 79-90   |
| Novipiù Casale Monferrato  | 3-0   | Termoforgia Jesi           | 77-70   | 79-58   | 75-82   |         |         |
| G.S.A. Udine               | 3-1   | Bertram Tortona            | 83-74   | 80-76   | 74-80   | 74-73   |         |
| FCL Contract Legnano       | 0-3   | Tezenis Verona             | 85-87   | 66-72   | 79-84   |         |         |
| Consultinvest Bologna      | 3-0   | Moncada Agrigento          | 85-68   | 78-72   | 74-71   |         |         |

#### Quartas de final
| Time 1                     | Série | Time 2                     | 1º Jogo | 2º Jogo | 3º Jogo | 4º Jogo | 5º Jogo |
| -------------------------- | ----- | -------------------------- | ------- | ------- | ------- | ------- | ------- |
| Alma Pallacanestro Trieste | 3 - 1 | XL Extralight Montegranaro | 105-74  | 80-79   | 75-79   | 71-65   |         |
| De' Longhi Treviso         | 3 - 0 | Bondi Ferrara              | 94-74   | 97-85   | 79-74   |         |         |
| Novipiù Casale Monferrato  | 3 - 1 | G.S.A. Udine               | 83-81   | 81-61   | 66-67   | 75-74   |         |
| Tezenis Verona             | 1 - 3 | Consultinvest Bologna      | 78-68   | 68-77   | 78-68   | 77-92   |         |

#### Semifinal
| Time 1                     | Série | Time 2                | 1º Jogo | 2º Jogo | 3º Jogo | 4º Jogo | 5º Jogo |
| -------------------------- | ----- | --------------------- | ------- | ------- | ------- | ------- | ------- |
| Alma Pallacanestro Trieste | 3 - 0 | De' Longhi Treviso    | 84-78   | 67-63   | 86-54   |         |         |
| Novipiù Casale Monferrato  | 3 - 1 | Consultinvest Bologna | 85-83   | 82-79   | 45-79   | 67-82   |         |

#### Final
| Time 1                     | Série | Time 2                    | 1º Jogo | 2º Jogo | 3º Jogo | 4º Jogo | 5º Jogo |
| -------------------------- | ----- | ------------------------- | ------- | ------- | ------- | ------- | ------- |
| Alma Pallacanestro Trieste | 3 - 0 | Novipiù Casale Monferrato | 83-79   | 80-69   | 72-63   |         |         |

## Artigos relacionados
- Serie A
- Serie B
- Seleção Italiana de Basquetebol